# Strada Colței
Strada Colței este situată în centrul istoric al municipiului București, în sectorul 3.  

## Descriere
Strada este orientată de la vest spre est și se desfășoară pe o lungime de 310 de metri între Bulevardul Ion C. Brătianu și Bulevardul Hristo Botev.

## Legături externe
- Strada Colței pe hartă, www.openstreetmap.org
- Strada Colței pe Flickr.com
- Strada Colței pe Google maps - street view